# Spondyliosoma
Genre
Synonymes
- Cantharus Cuvier, 1816
- Caranthus Barnard, 1927

Spondyliosoma est un genre de poissons marins de la famille des Sparidae.

## Liste des espèces
Selon FishBase (29 janv. 2016) et World Register of Marine Species (29 janv. 2016) :
- Spondyliosoma cantharus (Linnaeus, 1758) - Dorade grise
- Spondyliosoma emarginatum (Valenciennes, 1830) - Dorade australe